# Razavi Khorasan (provins)
Razavi Khorasan (Persisk: خراسان رضوی) er en af de 30 provinser i Iran, beliggende i det nordøstlige Iran.
Provinsen har en befolkning på 5.593.079 indbyggere, hvor 2.387.734 bor i hovedbyen Mashhad.
Razavi Khorasan er en af de 3 provinser, der er blevet dannet efter inddelingen af Khorasan i 2004.
- Wikimedia Commons har flere filer relateret til Razavi Khorasan (provins)